# Hilarographa obinana
Hilarographa obinana is een vlinder uit de familie bladrollers (Tortricidae). De wetenschappelijke naam van de soort is voor het eerst geldig gepubliceerd in 2009 door Józef Razowski.

## Type
- holotype: "female. IX.1897. leg. Doherty. genitalia slide no. 31836"
- instituut: BMNH. Londen, Engeland
- typelocatie: "Obi Major Id., Moluccas"